# 멜 스튜어트

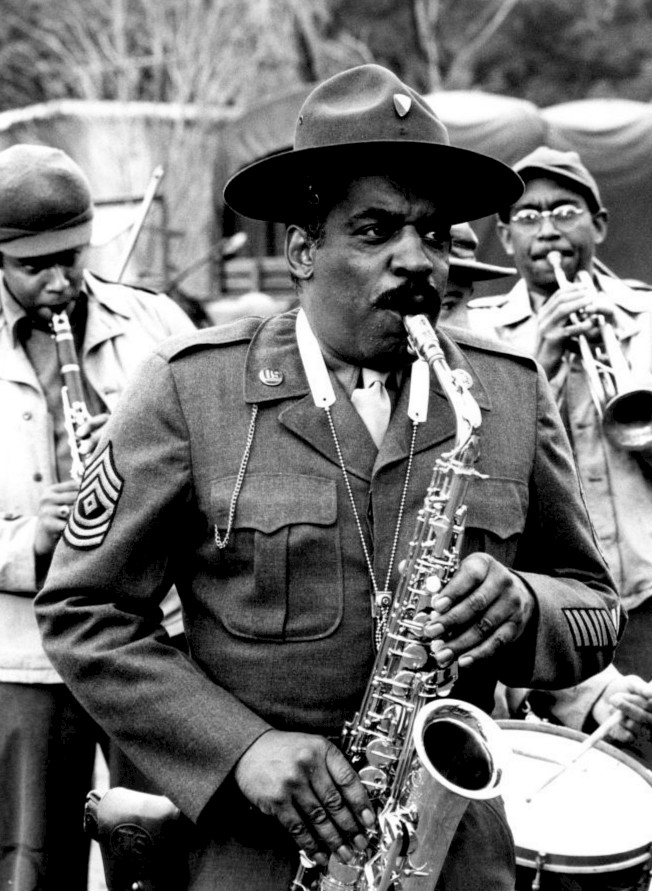

멜 스튜어트(Mel Stewart, 1929년 9월 19일 ~ 2002년 2월 24일)는 미국의 배우, 연극 배우, 텔레비전 배우이다.
클리블랜드에서 태어났다.

## 방송
- SOS 해상 구조대
- 미녀 첩보원
- 사랑의 유람선

## 영화
- 펜타트론 (1994년)
- 메이드 인 아메리카 (1993년)
- 좀비오 2 (1989년)
- SOS 해상 구조대 (1989년)
- 데드 히트 (1988년)
- 미녀 첩보원 (1983년)
- 이혼 연습 (1980년)
- 뿌리 - 그 다음 세대 (1979년)
- 사랑의 유람선 (1977년)
- 스틸야드 블루스 (1973년)
- 닥터 웰비 (1969년)
- 오즈 어게인스트 투마로우 (1959년)